# Ахмедов, Аслан Яшаевич
Аслан Яшаевич Ахмедов (каз. Аслан Яшаұлы Ахмедов; род. 1 мая 2004, Талгар, Алматинская область) — казахстанский футболист, полузащитник клуба «Жетысу».

## Клубная карьера
Футбольную карьеру начинал в 2022 году в составе клуба «Кайрат-Жастар» в первой лиге. 23 июля 2022 года в матче против клуба «Кыран» (0:3) дебютировал в первой лиге Казахстана. 29 июня 2023 года в матче против клуба «Туркестан» (1:1) забил дебютный мяч в первой лиге Казахстана, выйдя на замену на 72-й минуте вместо Сейфа Попова.
27 февраля 2025 года подписал контракт с клубом «Жетысу». 2 марта 2025 года в матче против клуба «Кызыл-Жар» дебютировал в казахстанской Премьер-лиге (1:1), выйдя на замену на 90-й минуте вместо Сослана Такулова.

## Карьера в сборной
6 февраля 2021 года дебютировал за сборную Казахстана до 17 лет в матче против сборной Молдовы до 17 лет (5:0), выйдя на замену на 70-й минуте вместо Александра Мрынского.
23 сентября 2022 года дебютировал за сборную Казахстана до 19 лет в матче против сборной России до 19 лет (1:3), выйдя на замену на 72-й минуте вместо Александра Мрынского.

## Клубная статистика
| Клуб             | Сезон            | Лига | Лига | Кубки | Кубки | Еврокубки | Еврокубки | Итого | Итого |
| Клуб             | Сезон            | Игры | Голы | Игры  | Голы  | Игры      | Голы      | Игры  | Голы  |
| ---------------- | ---------------- | ---- | ---- | ----- | ----- | --------- | --------- | ----- | ----- |
| Кайрат           | 2023             | 0    | 0    | —     | —     | —         | —         | 0     | 0     |
| Кайрат           | Итого            | 0    | 0    | —     | —     | —         | —         | 0     | 0     |
| → Кайрат-Жастар  | 2022             | 2    | 0    | —     | —     | —         | —         | 2     | 0     |
| → Кайрат-Жастар  | 2023             | 20   | 4    | —     | —     | —         | —         | 20    | 4     |
| → Кайрат-Жастар  | 2024             | 24   | 3    | —     | —     | —         | —         | 24    | 3     |
| → Кайрат-Жастар  | Итого            | 46   | 7    | —     | —     | —         | —         | 46    | 7     |
| Жетысу           | 2025             | 1    | 0    | —     | —     | —         | —         | 1     | 0     |
| Жетысу           | Итого            | 1    | 0    | —     | —     | —         | —         | 1     | 0     |
| Всего за карьеру | Всего за карьеру | 47   | 7    | —     | —     | —         | —         | 47    | 7     |